# Oliver Ratkolb
Oliver Ratkolb (Beč, 3. novembar 1955) je austrijski pravnik, istoričar i univerzitetski profesor za savremenu istoriju na bečkom univerzitetu.

## Karijera
Posle studija istorije i prava doktorirao je na oba fakulteta. Od 1985. do 2003. godine bio je naučni direktor zadužbine „Arhiv Bruna Krajskog”.
Od februara 1992. godine postaje je naučni koordinator Foruma Bruno Krajski. Od 1984. do 2005. godine radio je kao naučni saradnik Instituta za istoriju i društvo „Ludvig Bolcman”. Od 2005. do 2008. godine bio je direktor Ludvig Bolcman - Instituta za evropsku istoriju i javne odnose.
1993. godine proglašen je za docenta za noviju istoriju za posebnim osvrtom na savremenu istoriju i postavljen je na institut savremene istorije bečkog univerziteta.
1996. godine austrijska vlada ga je angažovala na istorijskom istraživanju koje se ticalo američkog depoa oružja u Austriji posle Drugog svetskog rata.
Od 2005. do 2007. godine bio je vanredni profesor na institutu za savremenu istoriju Bečkog univerziteta. Od 2008. godine je redovni profesor na tom fakultetu.
Takođe je imao različite vanredne profesure na nekoliko fakulteta u Austriji i u Sjedinjenim Američkim Državama. Takođe je predavao na bečkoj diplomatskoj akademiji.
Od 2002. godine izdaje istorijski časopis Zeitgeschichte i takođe je jedan od osnivača časopisa Medien und Zeit. Takođe piše ekspertize na različite istorijske teme za nacionalne i internacionalne medije.

## Oblasti istraživanja
Posebno istražuje savremenu istoriju, uglavnom austrijsku i nemačku istoriju za vreme nacionalsocijalizma.

## Spoljašnje veze
- Heidrun Huber, Oliver Rathkolb: „Musste mir alles erkämpfen“, Artikel in der Online-Universitätszeitung Архивирано на веб-сајту  (6. фебруар 2014)
- Institut für Zeitgeschichte, Universität Wien